# Гибсон, Джон (скульптор)
Джон Гибсон (англ. John Gibson, 19 июня 1790 — 27 января 1866) — британский (валлийский) скульптор.

## Творчество
Самый значительный из английских скульпторов, ученик С. Фрэнсиса в Ливерпуле и А. Кановы в Риме. Первые произведения, в которых проявился его талант, были исполненные им в Риме статуя «Спящий пастух», группы «Марс и Амур» (1819), «Психея, несомая зефирами» (1821) и барельеф «Свидание Геро с Леандром» (1821). Эти работы доставили ему громкую известность в Италии, а также на его родине, вернуться в которую приглашали его друзья, заверяя, что он приобретёт там и почёт, и богатство. Но художник предпочёл остаться в Риме, хотя и продолжал высылать в Англию свои последующие произведения, находившие благосклонный прием у её публики. К числу их относятся, между прочим, семь раз повторенная им статуя: «Амур, переодетый в пастуха» и «Психея, мучимая Амуром», которую он сам признавал наилучшим из всех своих созданий. В 1844 г., для выставки своей статуи Гускиссона (находится в Лондонской бирже), он приезжал в Лондон, и с тех пор посещал этот город почти ежегодно. В одно из таких посещений была вылеплена им модель для исполненной потом в Риме статуи королевы Виктории (находится в Букингэмском дворце). В ней, подражая полихромии древних, он прибёг к раскраске поверхности несколькими колерами, которую, несмотря на раздававшиеся с разных сторон порицания, применял и впоследствии, как, например, в статуе Стефенсона (1851) и бюсте принца Валлийского (1854).

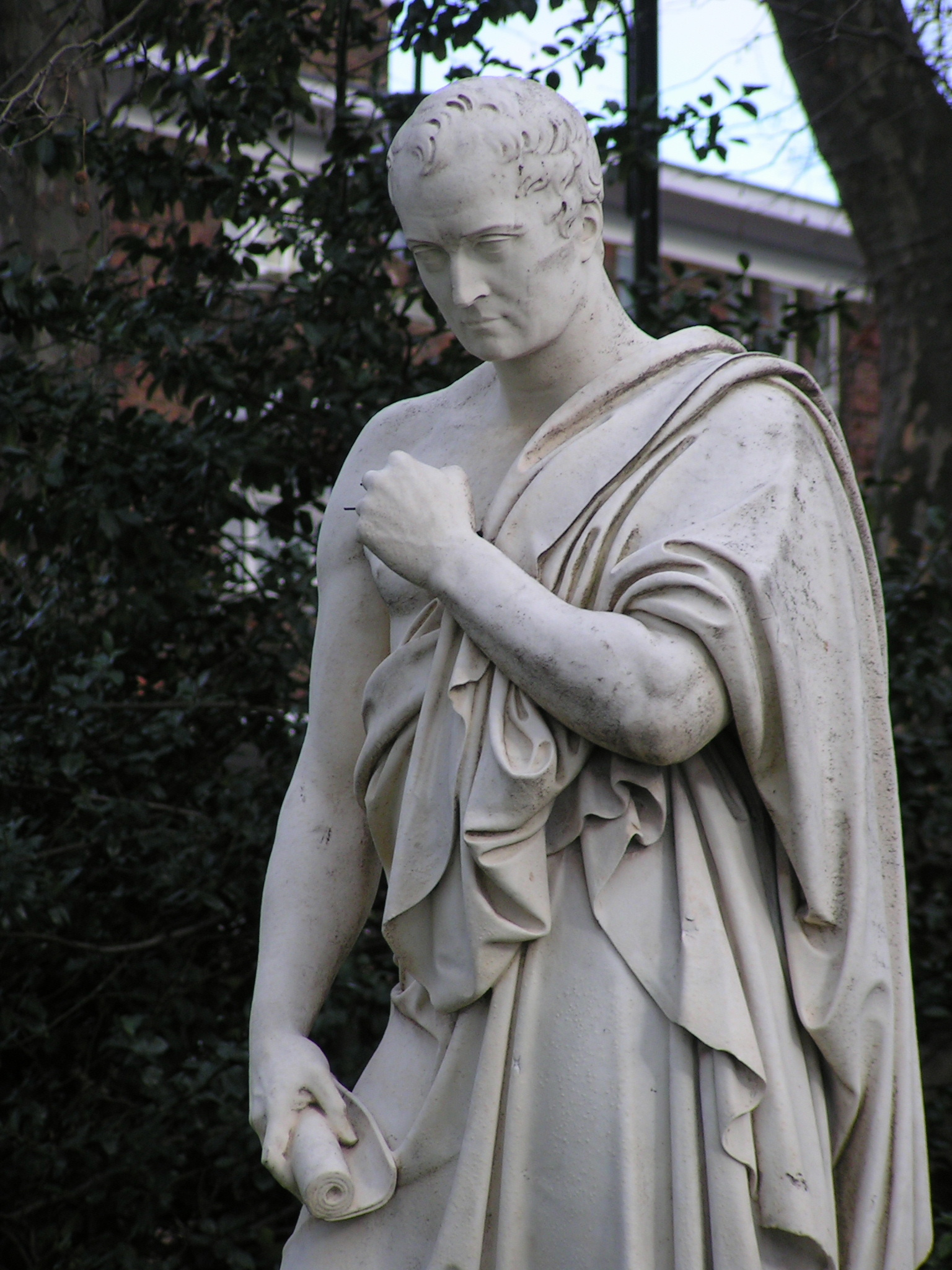
Джон Гибсон. Деталь статуи Уильяма Хаскиссона в Саду Пимлико, Лондон

В 1850 вылеплена им в Риме группа королевы Виктории на троне со стоящими по его сторонам аллегорическими фигурами Милосердия и Справедливости (находится в здании английского парламента) и статуя Венеры, телу которой он придал цвет слоновой кости, волосам — светло-русую окраску, сетке на голове — позолоту. Это произведение возбудило много толков в художественных кругах Англии: одни находили его оригинальным и изящным, другие — безвкусным; сам художник любил его более прочих своих работ и исполнил три раза.
Гибсон был членом художественных академий Лондонской, Римской святого Луки, Мюнхенской и некоторых других. Умирая в Риме, он завещал все свои модели и неоконченные произведения, равно как и значительное состояние (32 000 фунтов стерлингов), нажитое трудом, Лондонской академии. Примыкая, в отношении направления своего, вообще к стилю Кановы, Гибсон должен считаться не столько художником, обладавшим самобытным творчеством, сколько искусным подражателем антикам, перед которыми он преклонялся до такой степени, что на всякую новизну в искусстве смотрел как на ущерб для красоты. Идеалистические его произведения, между которыми самое удачное — надгробный памятник герцогу Лейчестеру, в Лонгфорде, значительно превосходят, в художественном отношении, его портретные статуи.

## Источник
- Сомов А. И. Гибсон, Джон // Энциклопедический словарь Брокгауза и Ефрона : в 86 т. (82 т. и 4 доп.). — СПб., 1890—1907.